# Magen David Adom

l simbolo adottato da Israele dal 2006 per l'associazione nelle missioni all'estero

Magen David Adom (in ebraico: מגן דוד אדום, abbreviato MADA o MDA, nome completo Magen David Adom in Israel), letteralmente tradotto come "Scudo di David Rosso", è il servizio medico d'emergenza, protezione civile, ambulanze e banca del sangue  dello Stato di Israele e la società nazionale di Croce Rossa. 
Fondata nel 1930, è stata riconosciuta dal Comitato Internazionale della Croce Rossa solo nel 2006, al termine di una lunga disputa sull'uso della Stella di David come emblema in luogo della Croce o della Mezzaluna. In periodo di guerra la MADA diventa una componente delle forze armate israeliane (IDF).

## Storia

### Origini
Maghen David Adom nasce una prima volta nel 1918, alla fine della prima guerra mondiale.
Lo spirito che ha trascinato all'inizio del XX secolo la gioventù ebraica verso la Terra di Israele per aiutare gli inglesi nel primo conflitto mondiale, ha portato alla nascita del Maghen David Adom a Jaffa ed a New York. L'intento era quello di creare un'organizzazione ebraica simile alla Croce Rossa, nella quale medici, infermieri e paramedici avrebbero operato come volontari per fornire assistenza ai soldati delle brigate ebraiche e aiutare la popolazione.
“Quando scoppierà un'epidemia o vi saranno feriti sul campo di battaglia, non potremo affidare la cura dei nostri eroici soldati ai figli di una nazione straniera che parlano una lingua straniera… Non faremo consolare i nostri soldati, che si trovano sul letto di un ospedale, nel nome di un simbolo straniero o sotto una bandiera sacra per un popolo a noi straniero… “.
Alla fondazione, il movimento contava circa 500 volontari; nel maggio del 1921 le brigate ebraiche vennero sciolte e con loro anche MDA.
Ma lo spirito dell'organizzazione continuò a operare e, dopo nove anni, venne rifondata a Tel Aviv.

### Nasce l'associazione
In Palestina le ondate di immigrazione, lo sviluppo urbano, la crescita della popolazione e la costruzione di nuove infrastrutture, portarono ad un inevitabile incremento di incidenti stradali. I padri fondatori della prima città ebraica trovarono una soluzione per soccorrere i feriti e organizzare gli interventi.
Nel 1930 l'associazione di mutuo aiuto “Maghen David Adom Tel Aviv” fu fondata dall'infermiera Karen Tenenbaum  come associazione di volontariato con una singola sede a Tel Aviv.  
All'inizio  contava 100 volontari divisi in tre unità. Mentre i laureati dei primi corsi firmavano il documento che li legava all'associazione per un anno, veniva avviata la raccolta fondi per l'acquisto di ambulanze: il 24 giugno 1931, la prima ambulanza parte da casa del Dr. Levontin per raggiungere l'abitazione del sindaco di Tel Aviv, Meir Dizengoff.
Nel 1935 Maghen David Adom ha una sede con tre medici e si succedono velocemente le aperture di altre sedi: Gerusalemme, Haifa, Safed, Karkur, Kfar Saba, Ra'anana, Herzliya, fornendo supporto medico al pubblico, inclusi non solo gli ebrei, ma anche gli arabi (musulmani, drusi e cristiani).
Le attività vengono ampliate e nel 1947 vi sono 24 unità funzionanti e dotate di 28
ambulanze e 5.000 volontari. Durante la guerra d'indipendenza del 1948, MDA venne gestito come parte integrante delle forze di combattimento israeliane e gli venne attribuito grande valore proprio per le incessanti operazioni di salvataggio di vite umane.
Di fatto l'associazione era già stata sancita con la convenzione di Ginevra e con le normative della Croce Rossa Internazionale.

### Nello stato di Israele
Il 3 ottobre 1948 il nuovo Stato di Israele è uno dei firmatari della convenzione di Ginevra, ufficializzando in tal modo il primo passo verso l'adesione di MDA nella Croce Rossa Internazionale. Il simbolo fu una stella di David rossa su campo bianco.

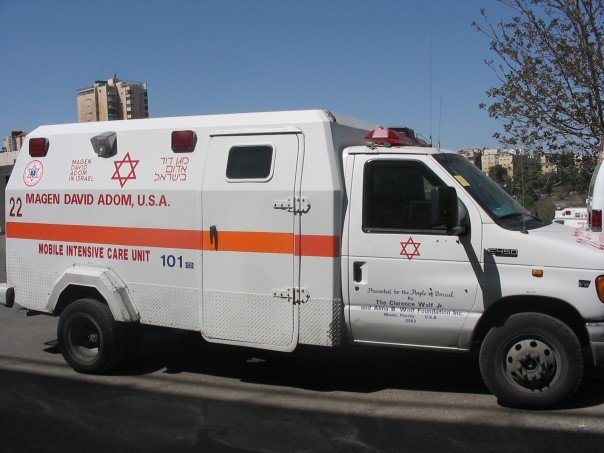
Ambulanza corazzata su base Ford E-450 della Magen David Adom

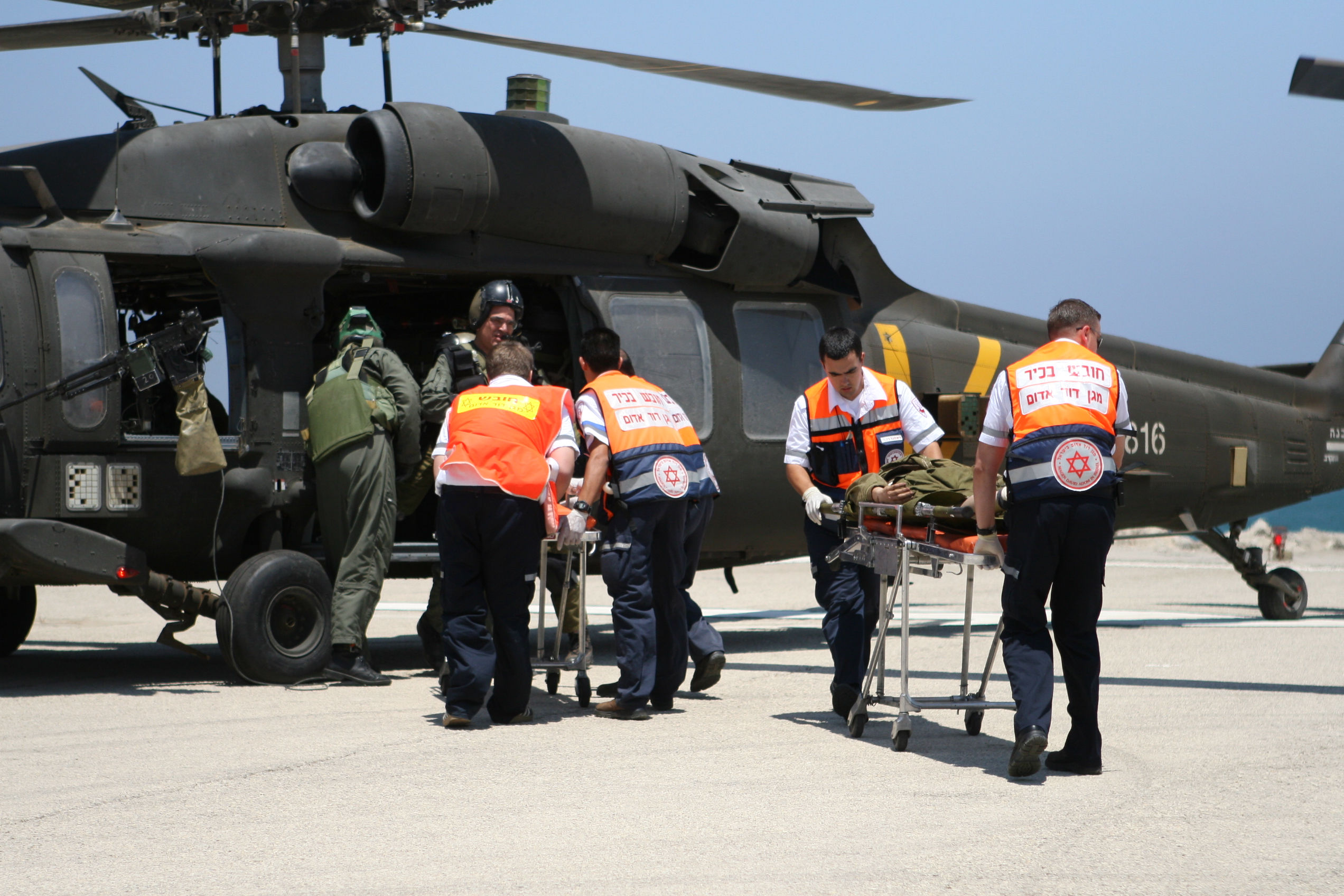
Soccorritori dell'MDA durante la guerra del Libano del 2006

Presidente dell'associazione nei giorni subito seguenti la creazione dello Stato è stata la dr.ssa Vera Weizmann, moglie del primo presidente, decisa a far diventare MDA un membro della Croce Rossa Internazionale.
Allora avere un simbolo era una condizione necessaria per poter essere riconosciuti dalla Croce Rossa come una delle società nazionali.
Nel 1949 i rappresentanti israeliani chiesero alla Conferenza della Croce Rossa il riconoscimento del simbolo, ma la richiesta non venne accolta in quanto la Croce Rossa accettava solo il proprio simbolo ufficiale; Israele firmò l'accordo ma non rinunciò del tutto al suo emblema.
L'associazione è stata  disciplinata con la Legge n. 5710/1950 del 12 luglio 1950, che ha previsto inoltre che l'MDA può diventare un corpo ausiliario delle forze di difesa israeliane durante i periodi di guerra, unica tra i servizi medici di emergenza civili (insieme a quella italiana).

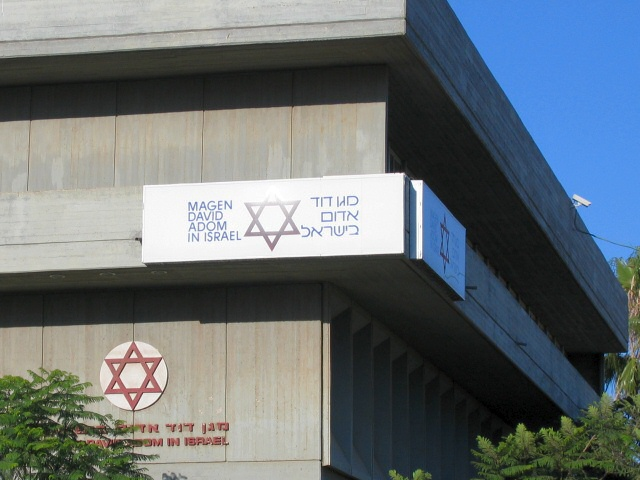
L'insegna di un ospedale della MDA

Nel 2006, dopo 50 anni di intensa attività diplomatica e di tentativi per essere accettati dalla Croce Rossa e Mezzaluna rossa Internazionale, MDA viene dichiarato membro a pieno titolo grazie all'aiuto attivo del presidente della Croce Rossa Americana, e con un cambiamento nel proprio statuto che indicava come, per le operazioni all'estero, alla Stella di Davide rossa si dovesse aggiungere il simbolo del diamante. Questo venne ufficialmente accettato come il terzo emblema del movimento internazionale.